# پیرمرد چشم ما بود
«پیرمرد چشم ما بود» عنوان یکی از مشهورترین مقالات جلال آل احمد است که در رثای نیما یوشیج نوشته شد و در دی‌ماه ۱۳۴۰ در مجلهٔ آرش به چاپ رسید. صاحبنظران این مقاله را از مقالات تأثیرگذار و مهم در تاریخ معاصر ایران می‌دانند.

## نگارش و انتشار
بار اول که پیرمرد را دیدم در کنگرهٔ نویسندگانی بود که خانهٔ «وکس» در تهران علم کرده بود. تیرماه ۱۳۲۵. زبر و زرنگ می‌آمد و می‌رفت. دیگر شعرا کاری به کار او نداشتند. من هم که شاعر نبودم و علاوه بر آن جوانکی بودم و توی جماعت برخورده بودم. شبی که نوبت شعر خواندن او بود –یادم است- برق خاموش شد. و روی میز خطابه شمعی نهادند و او در محیطی عهد بوقی «آی آدم‌ها» یش را خواند. سر بزرگ و تاسش برق می‌زد و گودی چشم‌ها و دهان عمیق شده بود و خودش ریزه‌تر می‌نمود و تعجب می‌کردی که این فریاد از کجای او در می‌آید؟... بعد اولین مطلبی که درباره‌ش دانستم همان مختصری بود که بعنوان شرح حال در مجموعه کنگره چاپ زد. مجله موسیقی و آن کارهای اوایل را پس ازین بود که دنبال کردم و یافتم.

پیرمرد چشم ما بود، آرش، دی ۱۳۴۰، شماره ۲
سیروس طاهباز، مدیرِ مجله آرش، دو سال پس از مرگ نیما یعنی در آذرماه ۱۳۴۰ از آل‌احمد می‌خواهد در شماره ویژهٔ مجله برای نیما یوشیج، خاطره‌ای از نیما بنویسد. آل‌احمد استقبال می‌کند و می‌گوید «آخر او چشم ما بود. بله، پیرمرد چشم ما بود.» و سپس مقاله‌ای با همین عنوان می‌نویسد. به‌گفتهٔ طاهباز، آن شمارهٔ مجله، بیش از همه، عالیه جهانگیر، همسرِ نیما را خوشحال کرد و در همان دوران بود که او از جلال آل‌احمد و سیمین دانشور خواست ترتیبی برای انتشار آثارِ بازمانده نیما بدهند.
بخش‌های کوتاهی از رسالۀ پیرمرد چشم ما بود بعدها در کتاب‌های درسی مدارس ایران چاپ شد که باعث گردید برای بسیاری از جوانان اثری آشنا باشد. همچنین مجموعه نوشته‌های جلال آل احمد دربارۀ نیما یوشیج، پس از مرگ او گردآوری شد و در قالب کتاب دیگری به نام نیما چشم جلال بود به چاپ رسید.

## نقد و نظر
امید طبیب‌زاده این مقاله را از تأثیرگذارترین و زیباترین سوگ‌نامه‌های معاصر فارسی می‌داند که در آن آل احمد با صداقت کامل از احساسات خود راجع به نیما سخن می‌گوید و «هر آن عاطفه‌ای را که نسبت به او دارد بر قلم جاری می‌کند.»